# Myriochele joinvillensis
Myriochele joinvillensis är en ringmaskart som beskrevs av Hartmann-Schröder och Rosenfeldt 1989. Myriochele joinvillensis ingår i släktet Myriochele och familjen Oweniidae. Inga underarter finns listade i Catalogue of Life.